# 딜런 미넷
딜런 미넷(Dylan Minnette, 1996년 12월 29일 ~ )은 미국의 배우이자 밴드 왈로스(Wallows) 소속 음악가이다.

## 출연 작품

### 영화
- 산타는 괴로워 (2007)
- 더 클리크 (2008)
- 렛 미 인 (2010)
- 레이버 데이 (2013)
- 프리즈너스 (2013)
- 난 지구 반대편 나라로 가버릴테야 (2014)
- 구스범스 (2015)
- 맨 인 더 다크 (2016)
- 더 디제스터 아티스트 (2017)
- 열린 문틈으로 (2018)
- 스크림 (2022)

### 텔레비전
- 드레이크와 조쉬 (2005)
- 두 남자와 1/2 (2005)
- 프리즌 브레이크 (2005-06)
- MADtv (2006)
- 세이빙 그레이스 (2007-10)
- 그레이 아나토미 (2007)
- 고스트 위스퍼러 (2008)
- 커플수칙 (2008)
- 멘탈리스트 (2008)
- 수퍼내추럴 (2009)
- 로스트 (2010)
- 고스트 & 크라임 (2010)
- 라이 투 미 (2011)
- 어웨이크 (2012)
- 성범죄수사대: SVU (2012)
- 메이저 크라임 (2012)
- 니키타 (2013)
- 에이전트 오브 쉴드 (2014)
- 스캔들 (2014)
- 루머의 루머의 루머 (2017-20)
- 더 레이트 레이트 쇼 위드 제임스 코든 (2018, 2019)
- 지미 키멀 라이브! (2020)
- 드롭아웃 (2022)